# Ion Duca
Ion Gheorghe Duca (20. prosince 1879, Bukurešť – 30. prosince 1933, Sinaia) byl rumunský politik a novinář. Mezi 14. listopadem a 30. prosincem 1933 byl premiérem Rumunska. Byl rovněž ministrem školství (1914–1918), ministrem zemědělství (1919–1920), ministrem zahraničních věcí (1922–1926) a ministrem vnitra (1927–1928). Ve funkci premiéra podlehl atentátu, který na něj spáchali příslušníci fašistického hnutí Železná garda, za jeho snahu hnutí potlačit.
Vystudoval práva na pařížské univerzitě, roku 1902 získal doktorát. V Paříži se stal svobodným zednářem. Po návratu domů byl zakladatelem rumunské zahraničněpolitické žurnalistiky a také zakládal rumunské skautské hnutí. V roce 1907 vstoupil do Národní liberální strany (Partidul Național Liberal) a následujícího roku byl prvně zvolen poslancem. Roku 1914 byl prvně ministrem. Jako poválečný ministr zahraničí byl horlivým zastáncem Malé dohody, tedy aliance s Československem a Jugoslávií, a také podporoval vazbu na Francii. V roce 1930 se stal předsedou strany. V listopadu 1933 ho rumunský král Carol II. požádal, aby se stal předsedou vlády až do prosincových voleb. V této pozici se Duca pokusil zničit krajně pravicovou nacionalistickou organizaci Železná garda. Inicioval proti ní tvrdá represivní opatření, aby jí zabránil v účasti ve volbách. Podnikl také kroky k tomu, aby byla povolena židovská emigrace do Rumunska. Krátce poté byl zabit na nádraží Sinaia třemi stoupenci Železné gardy. Podle některých indicií král o atentátu věděl z policejních zpráv a zajistil, aby mu nebylo zabráněno. Atentát na Ducu byl prvním velkým politickým atentátem v Rumunsku od roku 1862. Tři atentátníci byli okamžitě zatčeni a odsouzeni k doživotním nuceným pracím. Všichni tři byli zabiti 30. listopadu 1938 při transportu do věznice Jilava. Atentát je někdy označován za začátek pádu rumunské demokracie.